# Mingos & Os Samurais
Mingos & Os Samurais é o quinto álbum de estúdio do cantor Rui Veloso, lançado em 1990. Um dos casos de maior sucesso comercial da música portuguesa (200 mil discos vendidos), o disco narra musicalmente a história de uma pequena banda suburbana do Grande Porto nas décadas de 60 e 70 do século XX.
“Não há estrelas no céu” e “A Paixão (Segundo Nicolau da Viola)” foram duas das canções mais populares nos anos de 1990 e 1991.
O disco esteve 24 semanas em primeiro lugar no top de vendas de álbuns em Portugal e Rui Veloso venceu o prémio Best selling Artist no Midem. O disco foi galardoado com sete discos de platina (7×20000 discos duplos, cerca de 140 000 discos).
Em Novembro de 2010 foi reeditado com a inclusão de um DVD com um dos concertos de apresentação do disco.

## História
A ideia fermentava desde 1982, mas só em 1990 com a independência financeira garantida pelo álbum homónimo de 1986 (o disco de “Porto Sentido” e “Porto Côvo”), é que Rui Veloso conseguiu gravar um duplo LP conceptual, sobre a vida de uma banda suburbana dos anos 60 e 70. “Não há estrelas no céu”, a última música a ser gravada, como brincadeira acústica, torna-se um êxito estrondoso e abre caminho para a caminhada fulgurante de Mingos & Os Samurais no top nacional. Graças a “A Paixão”, “O Prometido é Devido” ou “Um Trolha d’Areosa”, o quinto disco de estúdio de Rui Veloso bateu recordes e atingiu o galardão de Sêxtupla Platina.
| elemento          | posição     | ref.ª       |
| ----------------- | ----------- | ----------- |
| Meno (Arménio)    | vocalista   | [ 2 ] [ 3 ] |
| Mingos (Domingos) | vocalista   | [ 4 ]       |
| Mingos (Domingos) | baterista   | [ 5 ]       |
| Nando             | baterista   | [ 4 ]       |
| Beto              | baixista    | [ 4 ]       |
| Lau (Nicolau)     | guitarrista | [ 4 ] [ 6 ] |
| Quim              | guitarrista | [ 4 ]       |

## Faixas

### Disco 1
1. Irmãos de Sangue
2. O que eu quero ser quando for grande
3. No dia da Comunhão Solene
4. O prometido é devido
5. Não há estrelas no céu
6. Twist é Sedução I
7. Conceição
8. No extremo do Salão
9. Mago Do Bilhar
10. Sámapatti
11. Tuna Recreativa
12. A gente vai na digressão

### Disco 2
1. Fio De Beque
2. Morena de Azul
3. Psicadélico Desesperado
4. Zira
5. Baile da Paróquia
6. A Paixão (Segundo Nicolau da Viola)
7. Twist é Sedução II
8. No dia em que o Meno Rock morreu
9. Um Trolha d’Areosa
10. Embalagem de Damas